# Lourença Tavares
Lourença Tavares (geb. in Angola) ist eine kapverdische Menschenrechtlerin, die vor allem für ihren Einsatz für die Kinderrechte bekannt ist.

## Leben
Tavares wurde in Angola geboren und floh im Jahr 1974 vor dem in den angolanischen Bürgerkrieg übergehenden portugiesischen Kolonialkrieg mit ihren Eltern auf die Kapverdischen Inseln, ebenfalls eine portugiesische Kolonie. Ihre frühen Lebensjahre waren vom Umzug und den Herausforderungen des Neuanfangs in einem anderen Land geprägt. Sie gründete im Jahr 1998 in Kap Verde die Associação das Crianças Desfavorecidas (ACRIDES), eine Organisation, die sich seither der Unterstützung benachteiligter Kinder widmet. Diese Initiative entstand nach einer Ausbildung über soziale Bildung, die Tavares 1996 am Instituto Cabo-verdiano de Menores, heute ICCA, absolviert hatte.

## Wirken
Tavares ist vor allem für ihre Arbeit im Bereich der Menschenrechte und insbesondere der Kinderrechte bekannt. Unter ihrer Führung konzentriert sich ACRIDES auf die Stärkung von Maßnahmen zur Bildung und Selbstverteidigung von Kindern sowie auf die Förderung des Bewusstseins für ihre Rechte. Die Organisation hat zahlreiche Projekte und Partnerschaften zur Verbesserung der Lebensqualität für Kinder und Familien hervorgebracht. Tavares setzt sich für die Förderung der sozialen Dienste und die Verbesserung der rechtlichen Rahmenbedingungen ein, um effektiver gegen Kindesmissbrauch und Gewalt vorzugehen. Ihre Organisation engagiert sich zur Schaffung eines stärkeren Bewusstseins und einer besseren Fürsorge in den Gemeinden in Gemeinschaftsaktionen und Gesprächsrunden mit Familien.

## Auszeichnungen
Für ihre Verdienste wurde Tavares im Jahr 2022 mit dem Deutsch-Französischen Preis für Menschenrechte und Rechtsstaatlichkeit ausgezeichnet. Sie widmete diesen Preis allen Freiwilligen, Mitarbeitern und Partnern von ACRIDES, die zur Konsolidierung ihrer Projekte beigetragen haben.